# Micropsectra latifasciata
Micropsectra latifasciata är en tvåvingeart som först beskrevs av Hardy 1960.  Micropsectra latifasciata ingår i släktet Micropsectra och familjen fjädermyggor. Inga underarter finns listade i Catalogue of Life.